# Gloster Gauntlet
El Gloster Gauntlet fue un caza monoplaza biplano de la Royal Air Force diseñado y producido por Gloster Aircraft en los años 1930. Fue el último caza de la RAF en tener una cabina abierta y el penúltimo caza biplano en servicio.

## Diseño y desarrollo
El Gloster S.S.18 voló por primera vez en enero de 1929. El Gauntlet era un desarrollo del diseño de Gloster S.S.19B, que llevaba originalmente seis ametralladoras (cuatro en las alas y dos en el fuselaje). El prototipo original S.S.19 fue remotorizado con el Bristol Mercury VI y voló por primera vez en 1933. En las pruebas del S.S.19, el Ministerio del Aire puso una orden de 24 aeronaves en septiembre de 1933, que se llamarían Gauntlet.
La orden estuvo seguida con la del revisado Gauntlet Mk. II. Este nuevo modelo usó un método de construcción revisado basado en el usado por Hawker, que se había aventajado al de Gloster, ya que este era mucho más fácil de fabricar y reparar que la estructura soldada de Gloster. Se fabricaron un total de 204 Gauntlet Mk.II.

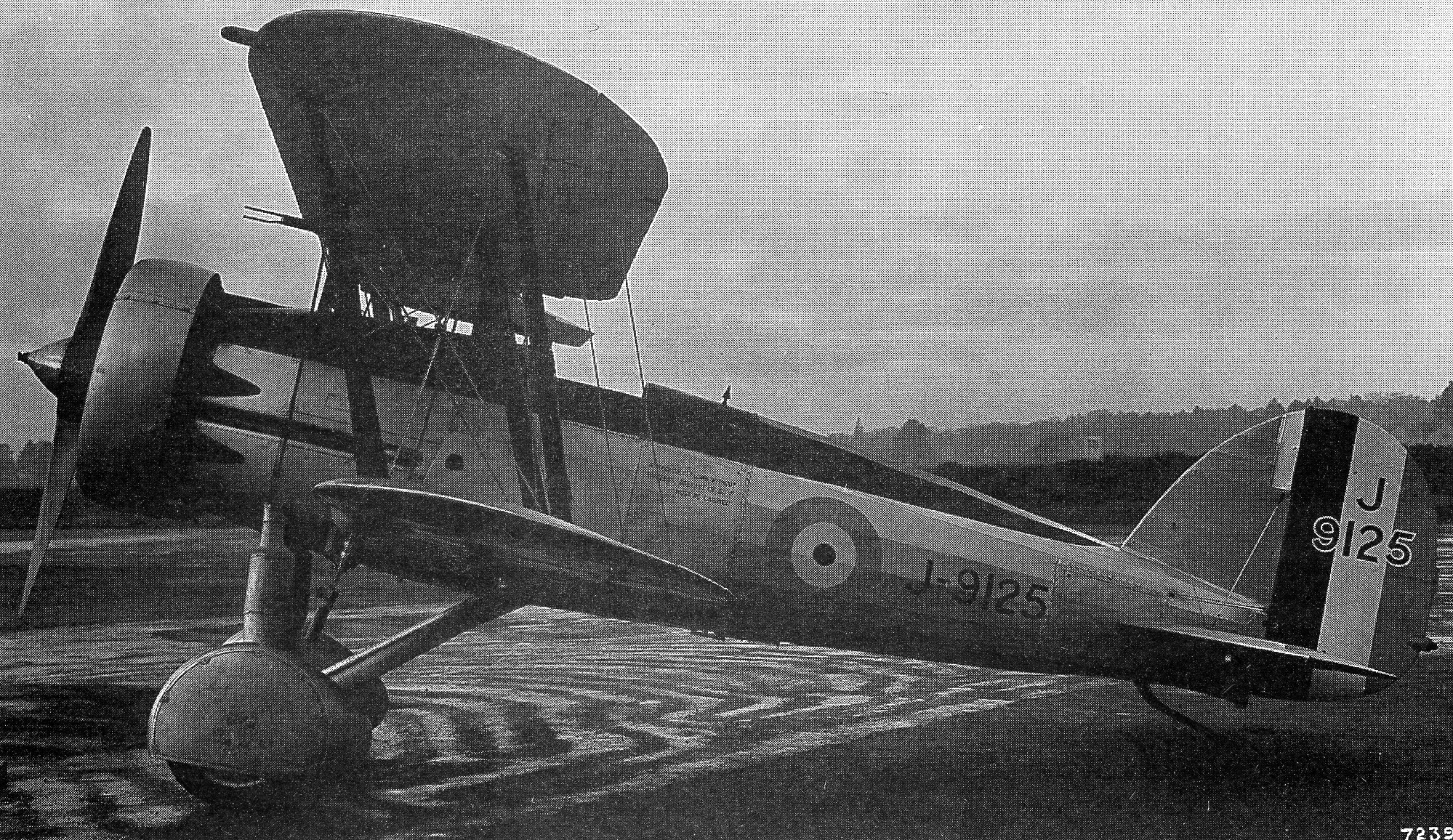
J9125 como el predecesor del Gauntlet S.19A en diciembre de 1932: Motor Jupiter VIIF

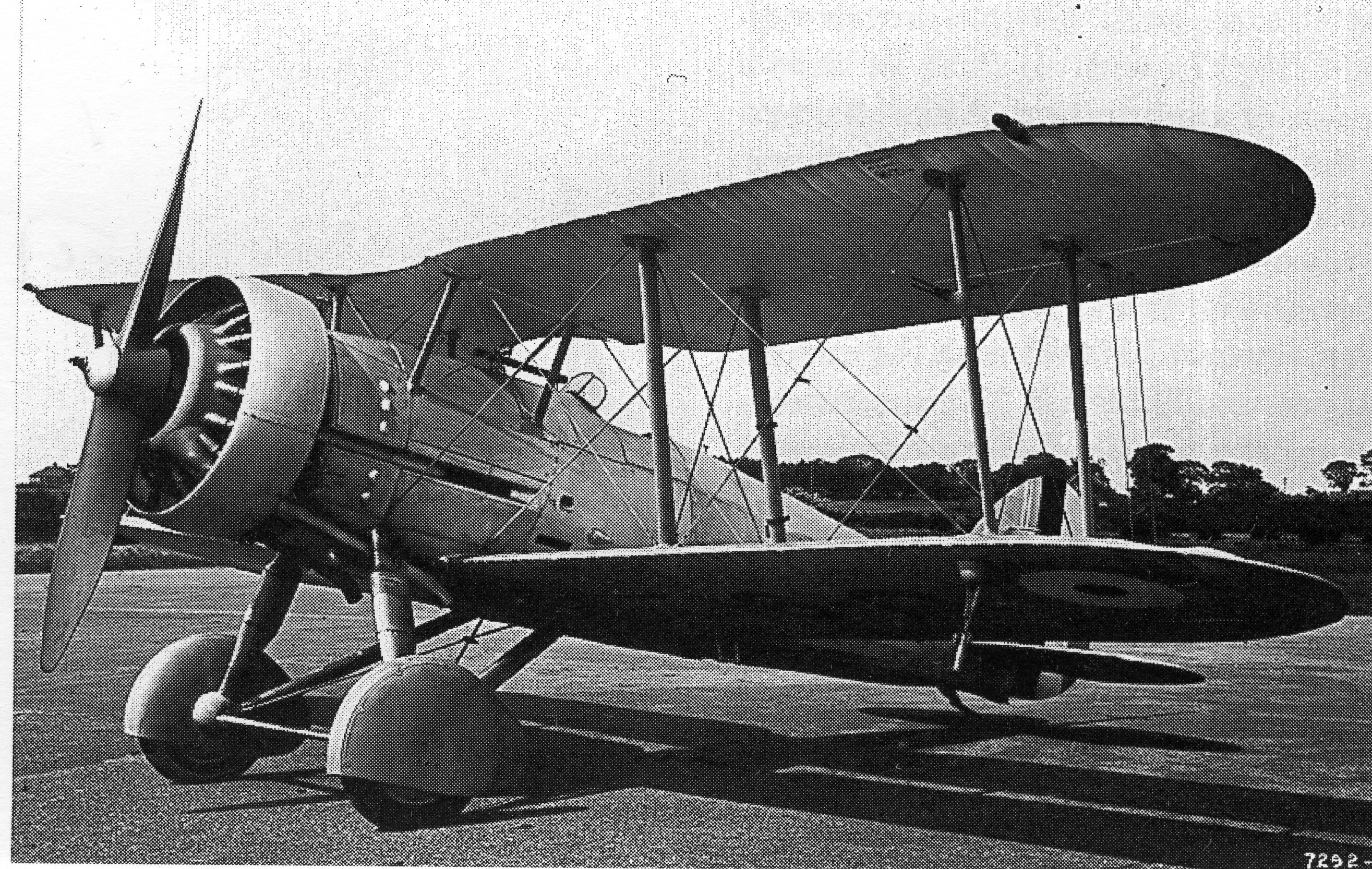
J9125 como el predecesor del Gauntlet S.19B en mayo de 1933: Motor Mercury VIs

## Variantes
- SS.18 : Prototipo monoplaza. La aeronave usaba un motor a pistón radial Bristol Mercury IIA de 450 hp (336 kW).
- SS.18A : Se le instaló al SS.18 un motor radial Bristol Jupiter VIIF de 480 hp (358 kW).
- SS.18B : Posteriormente se le instaló al SS.18 un motor radial Armstrong Siddeley Panther III de 560 hp (418 kW).
- SS.19 : Prototipo monoplaza con un motor radial Bristol Jupiter. Foto de un Gloster SS.19 de L'Aerophile en mayo de 1932

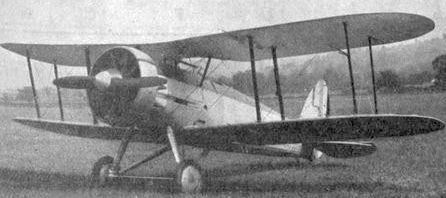
Foto de un Gloster SS.19 de L'Aerophile en mayo de 1932

- SS.19A : Posteriormente se le instaló al SS.19 el carenado de las ruedas delanteras y una rueda trasera también carenada.
- SS.19B : Prototipo monoplaza con un motor radial Bristol Jupiter VIS de 536 hp (400 kW).
- Gauntlet Mk I : Caza monoplaza para la RAF; 24 fabricados.
- Gauntlet Mk II : Caza monoplaza; versión modificada del Gauntlet Mk I; 221 fabricados.